# Transportul în Republica Moldova
În 2013, principalele căi de transport în Republica Moldova erau cele rutiere (12.719 km în total, printre care 10.977 km suprafață pavată) feroviare (1.138 km) și cele aeriene (6 aeroporturi pavate din care unul internațional).

## Transportul feroviar

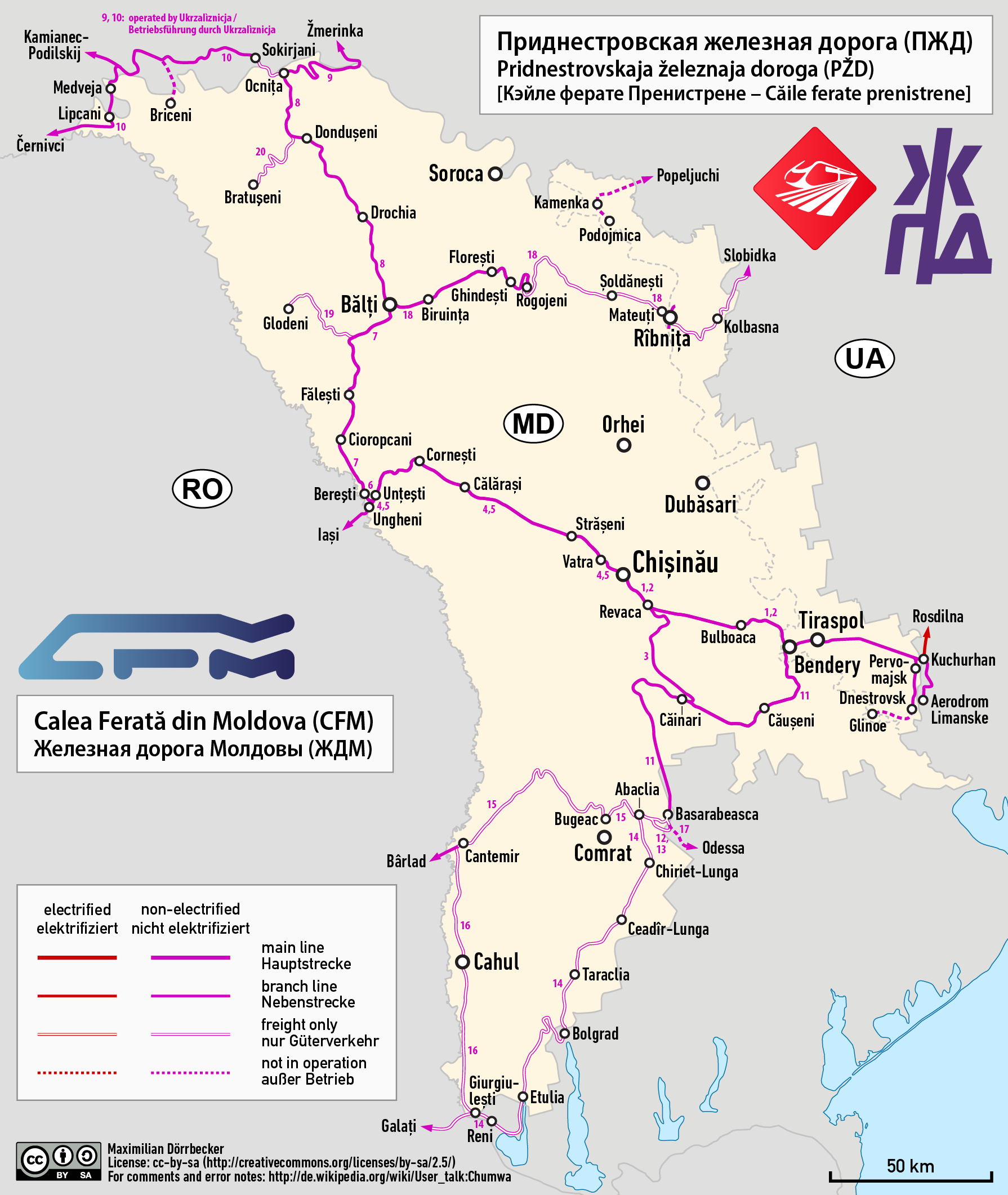
Rețeaua căilor ferate

Principalele joncțiuni feroviare ale Republicii Moldova se află în: Bălți (singurul oraș din Moldova cu două gări feroviare și trei direcții de căile ferate), Tighina, Chișinău, Ungheni, Ocnița și Basarabeasca. Legăturile externe directe cu Odesa (în Ucraina) la Marea Neagră și cu orașele românești Iași și Galați interconectează rețeaua republicană. Prin aceste conexiuni, rutele feroviare moldovenești se diversifică și cuprind următoarele destinații: 
- Rusia (Moscova și Sankt Petersburg),
- Belarus (Minsk),
- Ucraina (Kiev, Odesa, Nikolaev, Cernăuți, Herson, Ivano-Frankovsk, Krivoi Rog etc.),
- România (București, Iași, Brașov, Cluj-Napoca, Constanța etc.),
- Turcia (Istanbul),
- Bulgaria (Sofia),
- Republica Cehă (Praga) și
- Germania (Berlin).

Multe dintre aceste rute sunt zilnice.

## Transportul rutier

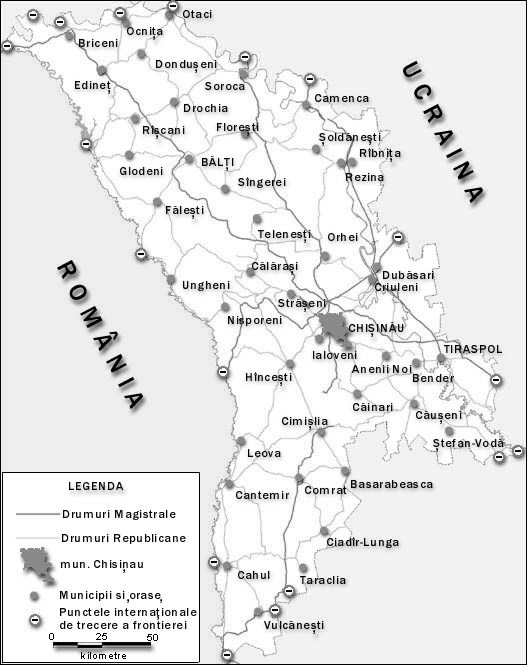
Harta transportului rutier

Rețeaua publică de drumuri din Republica Moldova este de 12.719 km, dintre care 87% cu suprafață pavată. Din acest total 3.669 km formează drumurile naționale, iar 6.834 km sunt drumuri locale, calitatea lor, însă nu corespunde standardelor internaționale. Cel mai lung drum este drumul expres național M5.
Drumurile publice, principala cale de transport intern, leagă orașele mari ale Moldovei, și folosirea lor profită de handicapurile căilor ferate, deși cele mai multe se află într-o stare generală proastă. În plus, lipsa de combustibil și prețurile acestuia îngreunează transportul auto interurban.
Deplasarea pasagerilor pe teritoriul Republicii se face în cea mai mare parte prin curse regulate de autobuze și microbuze (aproximativ 17 mii). Un microbuz privat folosit în transportul comun este numit Rutieră.

## Transportul fluvial
În Republica Moldova, râurile Nistru și Prut sunt navigabile, însă transportul naval joacă un rol prea puțin important în sistemul de transport republican. În 1990, doar 317 milioane de tone-kilometri de marfă au fost transportate pe apele interne, în comparație cu 15.007 milioane tone-kilometri pe căi ferate și 1.637 milioane tone-kilometri pe rețeau de drumuri.
Pe Nistru se organizează excursii turistice spre Odesa, cu vapoare de capacitate medie (200-400 de locuri) și diferite nave rapide și șalupe.
În lipsa unor acorduri preferențiale cu România pentru folosirea portului Galați, sau cu Ucraina pentru folosirea porturilor Reni sau Odesa, Republica Moldova a investit sume uriașe în Portul Internațional Liber Giurgiulești, la Dunăre, unde în 2006 a fost terminată construcția unui terminal petrolier.

## Transportul aerian

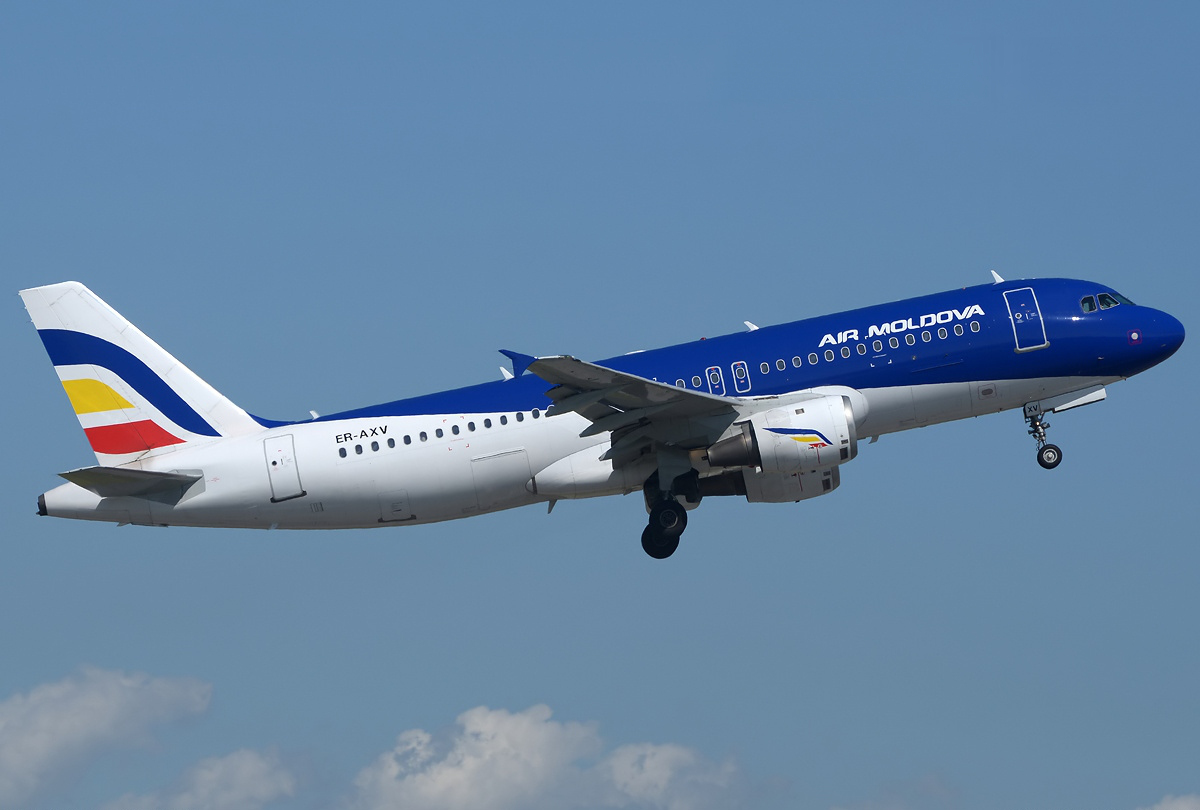
Avion "Airbus A320" al companiei "Air Moldova"

Calea aerului devine o modalitate dintre cele mai preferate pentru turiștii străini care vizitează țara. Companiile aeriene ale Republicii Moldova, împreună cu companiile străine, prestează servicii de transport pasageri prin curse regulate și charter, asigurând legături directe cu circa 20 de destinații, iar cu transbordări – cu majoritatea țărilor lumii. În ultimii ani s-a observat o reducere a numărului de destinații și de curse către țările CSI, însă este evidentă tendința de creștere a numărului de destinații și servicii prestate țărilor din Europa de Vest și de Sud.

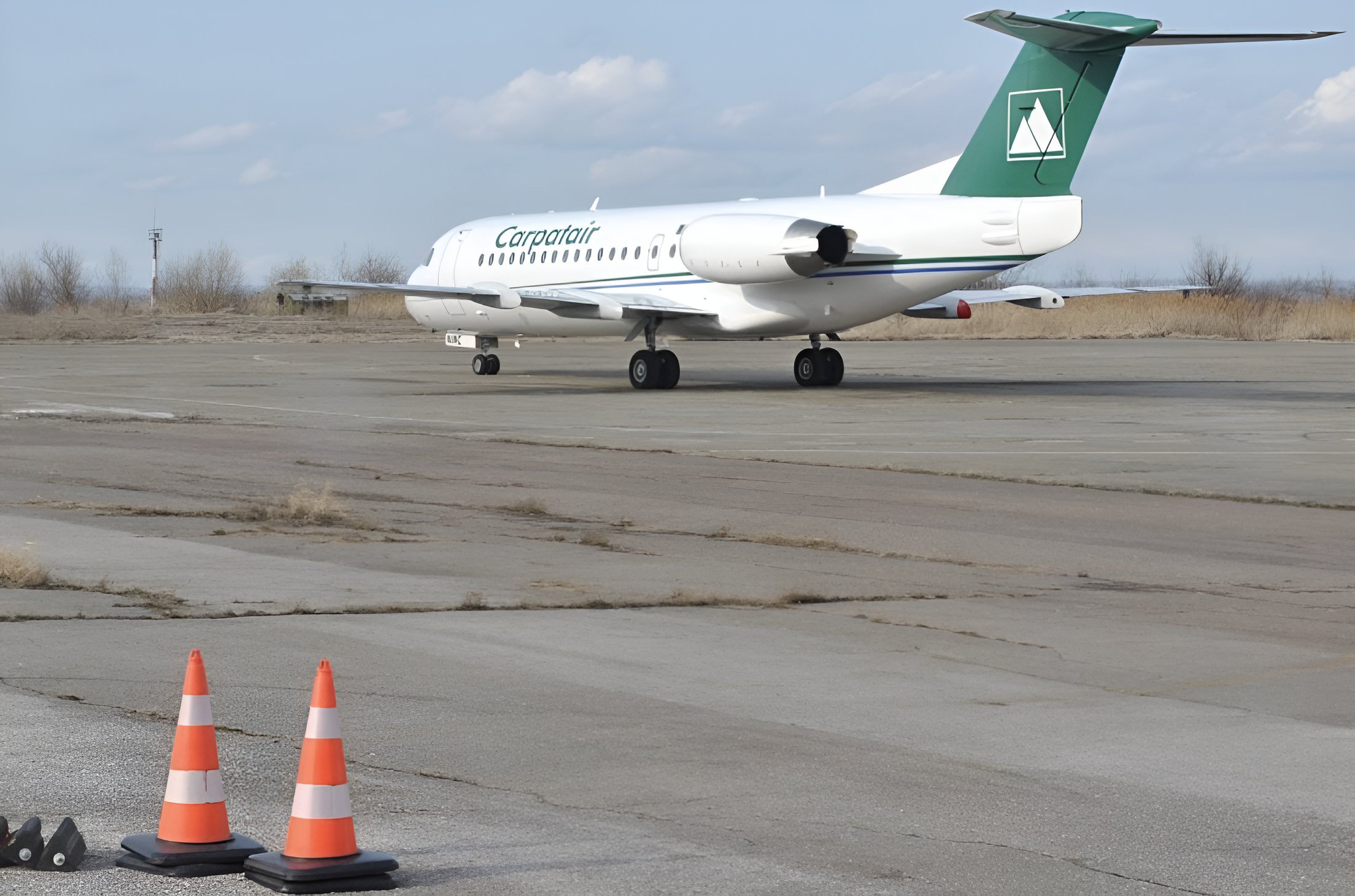
Fokker F70 al companiei "Carpatair" la Aeroportul Internațional Bălți-Leadoveni

Principalul aeroport al țării este Aeroportul Internațional Chișinău. La începutul lui 2006, aeroportul din Chișinău oferea zboruri directe spre destinații internaționale, precum: București-Henri Coandă, Timișoara-Traian Vuia, Atena, Bologna, Budapesta, Istanbul, Kiev, Larnaca, Lisabona, Moscova, Praga, Roma, Tel Aviv, Verona, Londra și Viena.
Aeroportul Internațional din Bălți este al doilea aeroport internațional civil din Republica Moldova. Cursele regulate au fost efectuate în 14 orașe din fosta URSS. În 2000-2001 au fost exploatate curse regulate Bălți-Istanbul și erau prevăzute curse Bălți-Frankfurt (la Main) și Bălți-Moscova, precum și Bălți-Tel-Aviv.

## Statistică

### Transportul de mărfuri realizat de întreprinderile de transport
Transportul de mărfuri realizat în 2014:
     Auto (63,77%)
     Feroviar (34,65%)
     Fluvial (1,58%)
| Ani  | Total (mii tone) | Auto     | Feroviar  | Fluvial | Aerian | Creșt./desc. per ansamblu |
| ---- | ---------------- | -------- | --------- | ------- | ------ | ------------------------- |
| 2003 | ▬17.364,3        | ▬2.504,6 | ▬14.738,9 | ▬120    | ▬0,75  | ▬                         |
| 2004 | ▼16.327,9        | ▲2.897,6 | ▼13.309,9 | ▼119,7  | ▼0,72  | ▼6%                       |
| 2005 | ▼15.236,4        | ▲3.419,7 | ▼11.704,1 | ▼118,1  | ▲0,77  | ▼6,7%                     |
| 2006 | ▲15.483,7        | ▲4.248,7 | ▼11.092,5 | ▲141,5  | ▲0,97  | ▲1,6%                     |
| 2007 | ▲16.982,6        | ▲4.968,3 | ▲11.846,8 | ▲166,5  | ▲1     | ▲9,7%                     |
| 2008 | ▼16.537,2        | ▲5.328,2 | ▼11.006,2 | ▲202    | ▼0,83  | ▼2,6%                     |
| 2009 | ▼8.049,2         | ▼3.451,5 | ▼4.414,9  | ▼182    | ▬0,83  | ▼51,3%                    |
| 2010 | ▲8.427,6         | ▲4.447   | ▼3.852,1  | ▼127,2  | ▲1,3   | ▲4,7%                     |
| 2011 | ▲10.056,8        | ▲5.352,1 | ▲4.554    | ▲149,1  | ▲1,6   | ▲19,3%                    |
| 2012 | ▲10.922,5        | ▲6.612,9 | ▼4.163,8  | ▼144,2  | ▼1,57  | ▲8,6%                     |
| 2013 | ▲13.867          | ▲8.272,5 | ▲5.430,6  | ▲162,6  | ▼1,28  | ▲26,9%                    |
| 2014 | ▲14.452          | ▲9.215,6 | ▼5.008,4  | ▲227,2  | ▼0,8   | ▲4,2%                     |

- Sursă:[1][2]

## Deficiențe

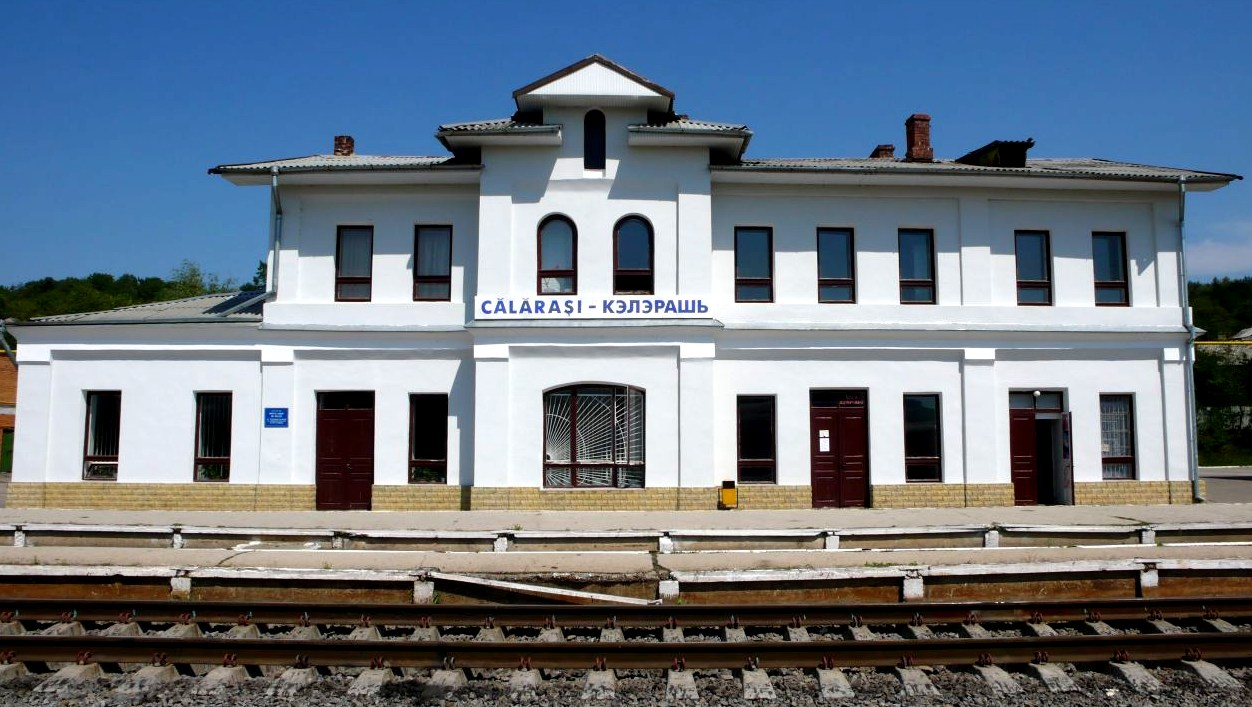
Gara Călărași, în Republica Moldova

Transportul de marfă și de pasageri a intrat într-un declin puternic după 1989. De exemplu, între 1993 și 1994, cantitatea totală de bunuri transportate a scăzut cu 31%, iar traficul de pasageri a scăzut cu 28%. Principalele cauze pentru aceste deprecieri sunt costurile mari de transport, lipsa de combustibili și starea proastă a infrastructurii transportoare din Moldova. O mare parte a rețelei de tranport din Republica Moldova se află într-o situație neadecvată: infrastuctura gărilor și autogărilor, precum și starea tehnică a liniilor de cale ferată și a drumurilor nu corespund standardelor europene, iar transportul fluvial nu este valorificat în măsură deplină.
Privind traficul intern al căilor ferate din Republica Moldova, numai linia dublă Ungheni-Tighina este eficientă în termeni de frecvență, de viteză și de durată a călătoriei, deoarece celelalte linii sunt handicapate din considerente politice :
- pe de-o parte frontiera cu Ucraina, așa cum au fost stabilită în 1940, întretaie de mai multe ori căile ferate situate la nord de Ocnița și la sud de Chișinău;
- pe de altă parte, "Republica Moldovenească Nistreană" nu permite libera trecere prin Tighina și controlul în acest punct încetinește toate cursele feroviare spre sudul țării.

Din aceste motive, transportul prin autobuze sau prin microbuzele rutiere este mult mai rapid decât cel cu trenul între capitală și destinații precum Basarabeasca, Comrat, Cahul sau Lipnic. Spre Bălți de asemenea, de data asta din cauza topografiei care impune trecerea obligatorie a trenurilor prin Ungheni.
Și din punct de vedere internațional este handicapat transportul feroviar al Republicii Moldova, față de cel rutier, din trei motive:
- electrificat a fost numai tronsonul Cuciurgan-Tiraspol;
- doar tronsonul dintre podul peste Prut și Ungheni a fost pus și la gabaritul european;
- "Republica Moldovenească Nistreană" nu lasă libera trecere prin Râbnița și Tighina, controlul în aceste puncte încetinind toate cursele feroviare spre Ucraina și Rusia.

Privind rețeaua rutieră, aproximativ 20% din drumurile publice ale Republicii Moldova se află într-o stare tehnică critică, marcajul la sol lipsește iar indicatoarele rutiere lipsesc sau nu sunt bine întreținute.
Privind transportul fluvial, traficul portului Giurgiulești este stînjenit de îngustimea malului moldovenesc al marelui fluviu (doar 350 de metri), deoarece schimbul teritorial propus cu Ucraina nu a fost posibil.

## Notă
1. 1 2  BNS: „Situația social-economică a Republicii Moldova în anul 2014” Arhivat în 2 aprilie 2015, la Wayback Machine.
2. ↑  BNS: Buletinul statistic trimestrial al Republicii Moldova, în ianuarie-decembrie 2013 Arhivat în 10 martie 2014, la Wayback Machine.
3. ↑  Protocolul adițional al tratatului bilateral moldo-ucrainean din 23 octombrie 1992, a fost semnat în 1999 de către deputatul Vasile Șova în numele președintelui Vladimir Voronin (vezi pe: [nefuncțională]
) și dispune că ”Republica Moldova îi va transfera Ucrainei terenul inclus în bucla fluvială Nișaliu situată în raza comunei Crocmaz (107,7 ha), sectorul șoselei Reni-Odesa situat în raza comunei Palanca cu o lungime de 7,77 km, o lățime de 23 m și o suprafață de 18 ha, cu subsolul corespunzător, precum și părțile din moșia comunală situate la sud de șosea, anume Piscicola, Pășunea, Abdiv et Baibol (9,26 km2), formând în total 10,5 km2, în schimbul unui teritoriu corespunzător situat între comunele Giurgiulești din Republica Moldova și Reni din Ucraina, teritoriu comportând o porțiune de mal de-a lungul fluviului Dunărea”. Aplicarea pe teren a protocolului este însă blocată, deoarece teritoriul, acum ucrainean, denumit ”Rîpa de la Mîndrești”, la răsărit de Giurgiulești, are un statut nedefinit. Conform poziției ucrainene, este un teritoriu ucrainean care poate fi cedat Republicii Moldova în schimbul teritoriilor situate în raza comunelor Crocmaz și Palanca. Potrivit dreptului internațional însă, ”Rîpa de la Mîndrești” este de iure deja moldovenească, dat fiind că din August 1940 (când a fost stabilită frontiera între RSSM și RSSU) până în 1992 (când s-au întâlnit aici premierii moldovean și ucrainean Valeriu Muravschi și Pavel Lazarenko), granița trecea la est de ”Rîpa de la Mîndrești”, care făcea parte din raza comunei Giurgiulești. Iar schimabrea din 1992 nu a fost consemnată prin nici-un protocol, acord sau proces-verbal. Din aceste motive, teritoriul propus la schimb de Ucraina, cu o întindere de 89,25 ha și 430 m de mal dunărean, este după dreptul internațional parte a unui teritoriu mai mare, cu o întindere de 4,7 km2 și 1237 m de mal dunărean, deja moldovenesc. Teritoriu a cărui întindere este, oricum, inferioară celor 10,5 km2 pe care guvernul Republicii Moldova îi propunea Ucrainei.